# Zamek Książąt Pomorskich w Słupsku
Zamek Książąt Pomorskich w Słupsku – wybudowany w 1507 r. za panowania księcia Bogusława X w stylu gotyckim.

## Historia
W latach 1580–1587 został przebudowany na dwupiętrowy budynek w stylu renesansowym, z dużymi oknami i ozdobną wieżą. Jest usytuowany w sąsiedztwie rzeki Słupi, w obrębie dawnego średniowiecznego grodu słupskiego. W pobliżu znajduje się, dwieście lat starszy, młyn zamkowy. W XVI i XVII wieku zamek był rezydencją książąt pomorskich z dynastii Gryfitów. 

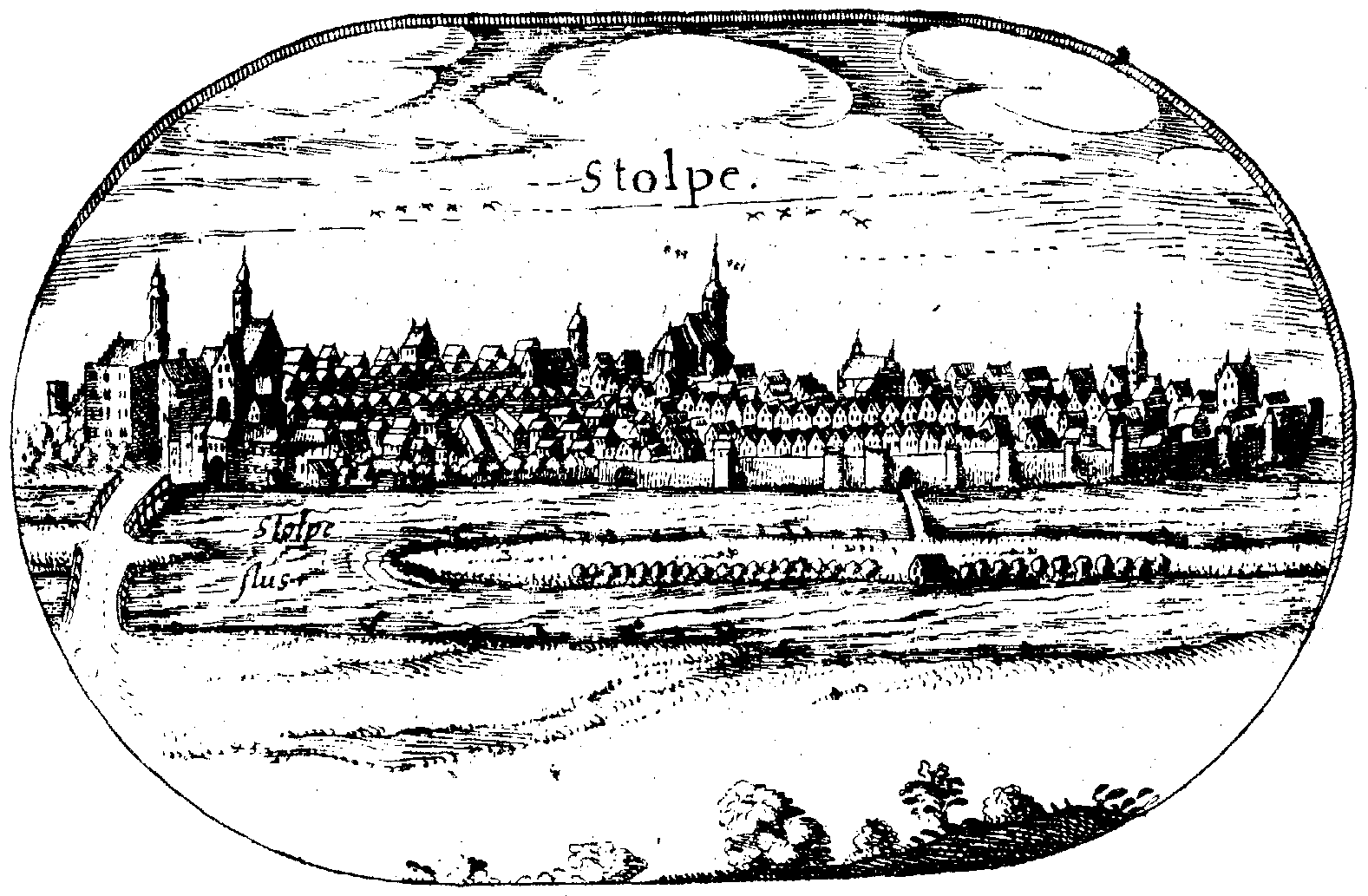
Panorama Słupska z zamkiem na mapie Lubinusa, XVII w.

Panowanie niemieckie (od 1653 r.) przyczyniło się do dewastacji zamku. W drugiej połowie XVIII w. przebudowano go na koszary wojskowe, zaś po pożarze w 1821 r. urządzono w nim magazyny zbożowe. Po II wojnie światowej obiekt gruntownie wyremontowano, m.in. odbudowano głowicę wieży. Obecnie zamek stanowi siedzibę Muzeum Pomorza Środkowego w Słupsku. W 2007 r. dokonano gruntownej renowacji obiektu, m.in. odnowiono elewację, wymieniono okna i zrekonstruowano ogrody zamkowe od strony ul. Zamkowej. W salach wystawowych zamku można zobaczyć obiekty związane z historią Pomorza i panującą niegdyś dynastią Gryfitów, pamiątki związane z historią Słupska i jego mieszkańcami oraz sztukę dawną i numizmaty. W zamku do 2017 r. prezentowana też była największa na świecie kolekcja prac Stanisława Ignacego Witkiewicza – Witkacego.

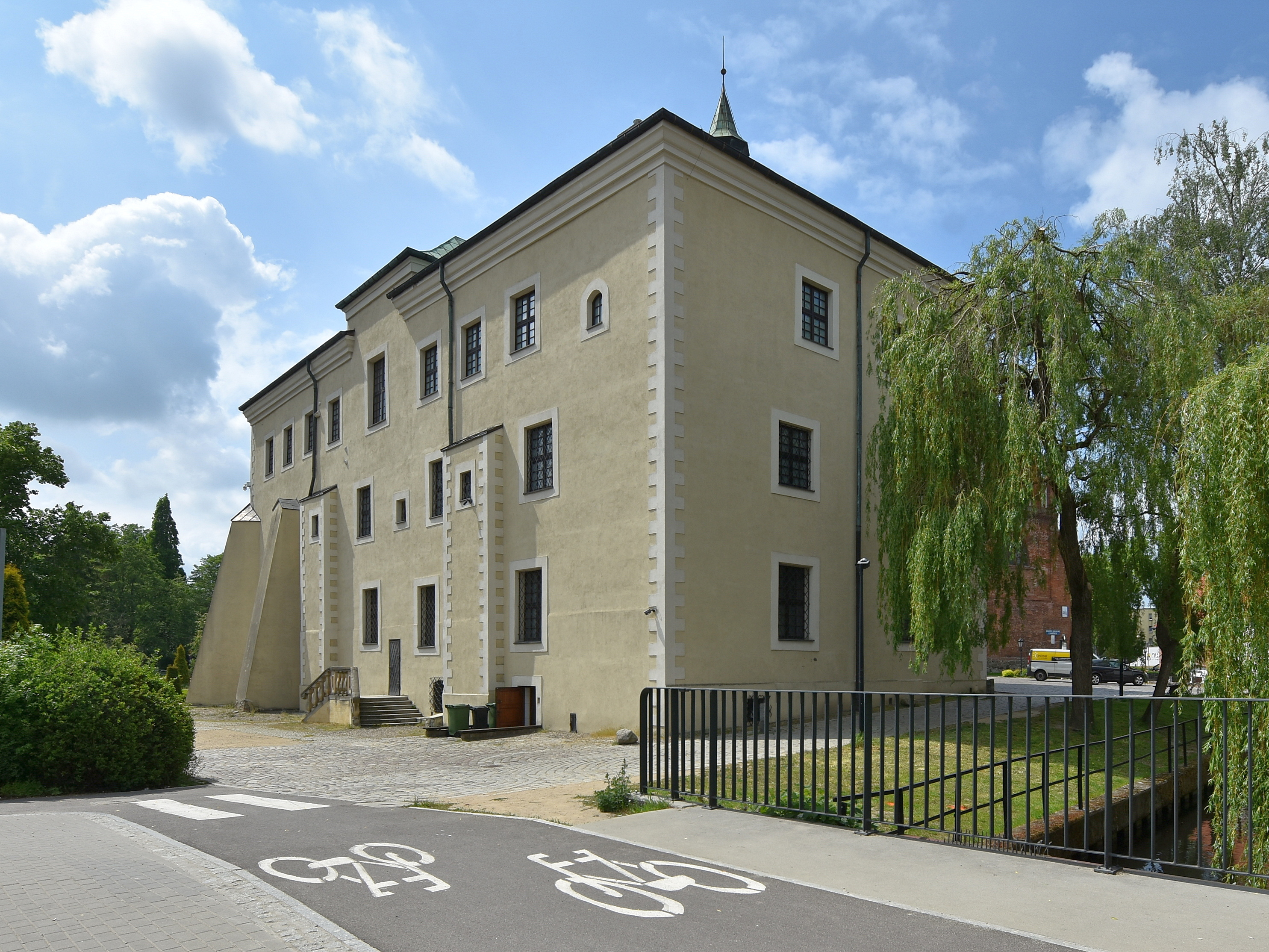
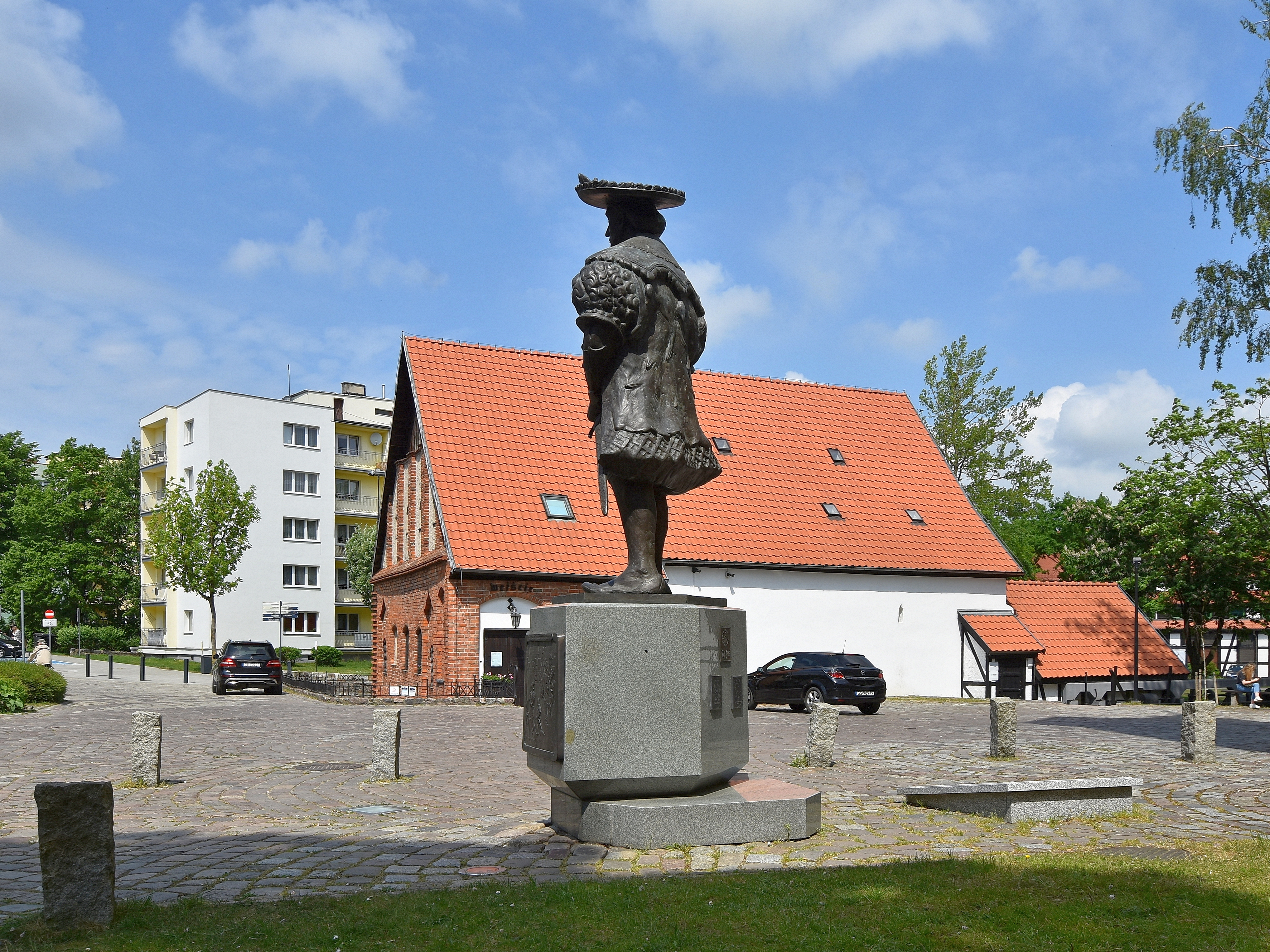
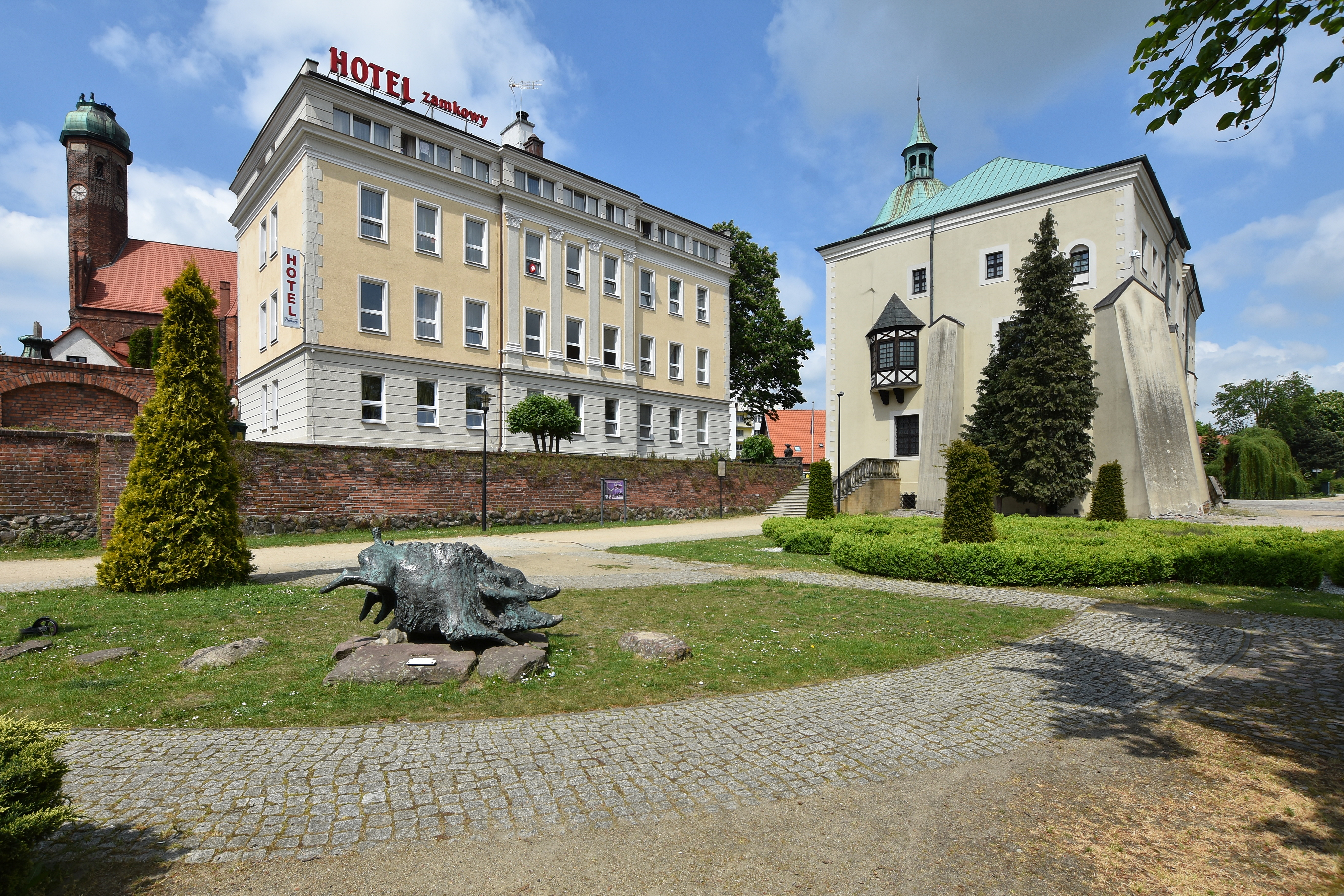